# بابارستم (خورخورة)
بابارستم (بالفارسية: بابارستم) هي قرية تقع في إيران في قسم خورخورة الريفي. يقدر عدد سكانها بـ 71 نسمة بحسب إحصاء 2016.